# Llista d'asteroides/207701-207800
| Nom      | Designació provisional | Data de descobriment   | Lloc de descobriment | Descobridor/s          |
| -------- | ---------------------- | ---------------------- | -------------------- | ---------------------- |
| 207701 - | 2007 RL70              | 10 de setembre de 2007 | Kitt Peak            | Spacewatch             |
| 207702 - | 2007 RN71              | 10 de setembre de 2007 | Kitt Peak            | Spacewatch             |
| 207703 - | 2007 RH76              | 10 de setembre de 2007 | Mount Lemmon         | Mount Lemmon Survey    |
| 207704 - | 2007 RT83              | 10 de setembre de 2007 | Mount Lemmon         | Mount Lemmon Survey    |
| 207705 - | 2007 RF84              | 10 de setembre de 2007 | Catalina             | CSS                    |
| 207706 - | 2007 RN87              | 10 de setembre de 2007 | Mount Lemmon         | Mount Lemmon Survey    |
| 207707 - | 2007 RB92              | 10 de setembre de 2007 | Kitt Peak            | Spacewatch             |
| 207708 - | 2007 RU94              | 10 de setembre de 2007 | Kitt Peak            | Spacewatch             |
| 207709 - | 2007 RU98              | 10 de setembre de 2007 | Kitt Peak            | Spacewatch             |
| 207710 - | 2007 RR102             | 11 de setembre de 2007 | Mount Lemmon         | Mount Lemmon Survey    |
| 207711 - | 2007 RQ104             | 11 de setembre de 2007 | Mount Lemmon         | Mount Lemmon Survey    |
| 207712 - | 2007 RA106             | 11 de setembre de 2007 | Catalina             | CSS                    |
| 207713 - | 2007 RN109             | 11 de setembre de 2007 | Kitt Peak            | Spacewatch             |
| 207714 - | 2007 RN118             | 11 de setembre de 2007 | Mount Lemmon         | Mount Lemmon Survey    |
| 207715 - | 2007 RC119             | 11 de setembre de 2007 | XuYi                 | PMO NEO Survey Program |
| 207716 - | 2007 RQ119             | 11 de setembre de 2007 | XuYi                 | PMO NEO Survey Program |
| 207717 - | 2007 RE120             | 11 de setembre de 2007 | Lulin Observatory    | LUSS                   |
| 207718 - | 2007 RF122             | 12 de setembre de 2007 | Catalina             | CSS                    |
| 207719 - | 2007 RE132             | 12 de setembre de 2007 | Mount Lemmon         | Mount Lemmon Survey    |
| 207720 - | 2007 RA138             | 14 de setembre de 2007 | Anderson Mesa        | LONEOS                 |
| 207721 - | 2007 RW141             | 13 de setembre de 2007 | Socorro              | LINEAR                 |
| 207722 - | 2007 RU144             | 14 de setembre de 2007 | Socorro              | LINEAR                 |
| 207723 - | 2007 RC148             | 11 de setembre de 2007 | XuYi                 | PMO NEO Survey Program |
| 207724 - | 2007 RY149             | 12 de setembre de 2007 | Lulin Observatory    | LUSS                   |
| 207725 - | 2007 RR150             | 8 de setembre de 2007  | Anderson Mesa        | LONEOS                 |
| 207726 - | 2007 RW150             | 9 de setembre de 2007  | Anderson Mesa        | LONEOS                 |
| 207727 - | 2007 RW165             | 10 de setembre de 2007 | Kitt Peak            | Spacewatch             |
| 207728 - | 2007 RE172             | 10 de setembre de 2007 | Kitt Peak            | Spacewatch             |
| 207729 - | 2007 RR173             | 10 de setembre de 2007 | Kitt Peak            | Spacewatch             |
| 207730 - | 2007 RG174             | 10 de setembre de 2007 | Kitt Peak            | Spacewatch             |
| 207731 - | 2007 RZ187             | 14 de setembre de 2007 | Altschwendt          | W. Ries                |
| 207732 - | 2007 RH191             | 11 de setembre de 2007 | Kitt Peak            | Spacewatch             |
| 207733 - | 2007 RJ192             | 12 de setembre de 2007 | Catalina             | CSS                    |
| 207734 - | 2007 RK192             | 12 de setembre de 2007 | Catalina             | CSS                    |
| 207735 - | 2007 RH193             | 12 de setembre de 2007 | Kitt Peak            | Spacewatch             |
| 207736 - | 2007 RS218             | 14 de setembre de 2007 | Mount Lemmon         | Mount Lemmon Survey    |
| 207737 - | 2007 RL219             | 14 de setembre de 2007 | Mount Lemmon         | Mount Lemmon Survey    |
| 207738 - | 2007 RD226             | 10 de setembre de 2007 | Kitt Peak            | Spacewatch             |
| 207739 - | 2007 RP236             | 13 de setembre de 2007 | Mount Lemmon         | Mount Lemmon Survey    |
| 207740 - | 2007 RZ236             | 14 de setembre de 2007 | Kitt Peak            | Spacewatch             |
| 207741 - | 2007 RO244             | 11 de setembre de 2007 | Kitt Peak            | Spacewatch             |
| 207742 - | 2007 RP245             | 11 de setembre de 2007 | Kitt Peak            | Spacewatch             |
| 207743 - | 2007 RK247             | 13 de setembre de 2007 | Catalina             | CSS                    |
| 207744 - | 2007 RY247             | 13 de setembre de 2007 | Anderson Mesa        | LONEOS                 |
| 207745 - | 2007 RP252             | 13 de setembre de 2007 | Catalina             | CSS                    |
| 207746 - | 2007 RC256             | 14 de setembre de 2007 | Catalina             | CSS                    |
| 207747 - | 2007 RL257             | 14 de setembre de 2007 | Catalina             | CSS                    |
| 207748 - | 2007 RM277             | 5 de setembre de 2007  | Anderson Mesa        | LONEOS                 |
| 207749 - | 2007 RC286             | 2 de setembre de 2007  | Mount Lemmon         | Mount Lemmon Survey    |
| 207750 - | 2007 RS288             | 13 de setembre de 2007 | Catalina             | CSS                    |
| 207751 - | 2007 RW294             | 14 de setembre de 2007 | Mount Lemmon         | Mount Lemmon Survey    |
| 207752 - | 2007 RX297             | 5 de setembre de 2007  | Catalina             | CSS                    |
| 207753 - | 2007 SA1               | 18 de setembre de 2007 | OAM                  | La Sagra               |
| 207754 - | 2007 ST4               | 21 de setembre de 2007 | Altschwendt          | W. Ries                |
| 207755 - | 2007 SR6               | 17 de setembre de 2007 | XuYi                 | PMO NEO Survey Program |
| 207756 - | 2007 SX11              | 20 de setembre de 2007 | Črni Vrh             | Črni Vrh               |
| 207757 - | 2007 SM15              | 25 de setembre de 2007 | Mount Lemmon         | Mount Lemmon Survey    |
| 207758 - | 2007 SN19              | 23 de setembre de 2007 | Bergisch Gladbach    | W. Bickel              |
| 207759 - | 2007 TZ2               | 3 d'octubre de 2007    | Tiki                 | N. Teamo, J.-C. Pelle  |
| 207760 - | 2007 TE3               | 5 d'octubre de 2007    | Prairie Grass        | Prairie Grass          |
| 207761 - | 2007 TJ4               | 6 d'octubre de 2007    | 7300 Observatory     | W. K. Y. Yeung         |
| 207762 - | 2007 TA13              | 6 d'octubre de 2007    | Socorro              | LINEAR                 |
| 207763 - | 2007 TP23              | 6 d'octubre de 2007    | Taunus               | Taunus                 |
| 207764 - | 2007 TC24              | 10 d'octubre de 2007   | OAM                  | La Sagra               |
| 207765 - | 2007 TV32              | 6 d'octubre de 2007    | Kitt Peak            | Spacewatch             |
| 207766 - | 2007 TJ33              | 6 d'octubre de 2007    | Kitt Peak            | Spacewatch             |
| 207767 - | 2007 TN34              | 6 d'octubre de 2007    | Kitt Peak            | Spacewatch             |
| 207768 - | 2007 TD35              | 6 d'octubre de 2007    | Kitt Peak            | Spacewatch             |
| 207769 - | 2007 TR36              | 4 d'octubre de 2007    | Catalina             | CSS                    |
| 207770 - | 2007 TA38              | 4 d'octubre de 2007    | Catalina             | CSS                    |
| 207771 - | 2007 TB40              | 6 d'octubre de 2007    | Kitt Peak            | Spacewatch             |
| 207772 - | 2007 TG49              | 4 d'octubre de 2007    | Kitt Peak            | Spacewatch             |
| 207773 - | 2007 TV58              | 5 d'octubre de 2007    | Kitt Peak            | Spacewatch             |
| 207774 - | 2007 TY66              | 12 d'octubre de 2007   | Chante-Perdrix       | Chante-Perdrix         |
| 207775 - | 2007 TZ70              | 13 d'octubre de 2007   | Goodricke-Pigott     | R. A. Tucker           |
| 207776 - | 2007 TY73              | 13 d'octubre de 2007   | 7300 Observatory     | W. K. Y. Yeung         |
| 207777 - | 2007 TY76              | 5 d'octubre de 2007    | Kitt Peak            | Spacewatch             |
| 207778 - | 2007 TO78              | 5 d'octubre de 2007    | Kitt Peak            | Spacewatch             |
| 207779 - | 2007 TZ84              | 8 d'octubre de 2007    | Catalina             | CSS                    |
| 207780 - | 2007 TO86              | 8 d'octubre de 2007    | Mount Lemmon         | Mount Lemmon Survey    |
| 207781 - | 2007 TC103             | 8 d'octubre de 2007    | Mount Lemmon         | Mount Lemmon Survey    |
| 207782 - | 2007 TT103             | 8 d'octubre de 2007    | Mount Lemmon         | Mount Lemmon Survey    |
| 207783 - | 2007 TA106             | 11 d'octubre de 2007   | Taunus               | Taunus                 |
| 207784 - | 2007 TO117             | 9 d'octubre de 2007    | Kitt Peak            | Spacewatch             |
| 207785 - | 2007 TD130             | 6 d'octubre de 2007    | Kitt Peak            | Spacewatch             |
| 207786 - | 2007 TO130             | 7 d'octubre de 2007    | Kitt Peak            | Spacewatch             |
| 207787 - | 2007 TW130             | 7 d'octubre de 2007    | Catalina             | CSS                    |
| 207788 - | 2007 TQ133             | 7 d'octubre de 2007    | Mount Lemmon         | Mount Lemmon Survey    |
| 207789 - | 2007 TA144             | 6 d'octubre de 2007    | Socorro              | LINEAR                 |
| 207790 - | 2007 TF147             | 7 d'octubre de 2007    | Socorro              | LINEAR                 |
| 207791 - | 2007 TQ150             | 9 d'octubre de 2007    | Socorro              | LINEAR                 |
| 207792 - | 2007 TO159             | 9 d'octubre de 2007    | Socorro              | LINEAR                 |
| 207793 - | 2007 TN163             | 11 d'octubre de 2007   | Socorro              | LINEAR                 |
| 207794 - | 2007 TM167             | 12 d'octubre de 2007   | Socorro              | LINEAR                 |
| 207795 - | 2007 TR167             | 12 d'octubre de 2007   | Socorro              | LINEAR                 |
| 207796 - | 2007 TB171             | 12 d'octubre de 2007   | Chante-Perdrix       | Chante-Perdrix         |
| 207797 - | 2007 TO187             | 13 d'octubre de 2007   | Socorro              | LINEAR                 |
| 207798 - | 2007 TR189             | 4 d'octubre de 2007    | Mount Lemmon         | Mount Lemmon Survey    |
| 207799 - | 2007 TA193             | 6 d'octubre de 2007    | Kitt Peak            | Spacewatch             |
| 207800 - | 2007 TW195             | 7 d'octubre de 2007    | Mount Lemmon         | Mount Lemmon Survey    |